# 理想i8
理想i8是中国汽车制造商理想汽车生产的一款純電動豪华全尺寸多功能休旅車。理想i8是一款三排六座汽车， 内設双 2.5K 15.7 英寸屏幕， 最高时速可达180 km/h（112 mph） 。 它是理想汽车继理想MEGA之后推出的第二款纯电动汽车。  理想i8于2025年7月29日上市。 
就在2025年7月29日理想i8发布会上，理想汽車發布了理想i8与重型卡车的碰撞测试视频。视频中的理想i8在與重型卡车相撞後它的A柱、B柱、C柱均无变形，9个安全气囊全部打开。